# 프레덴스보르시

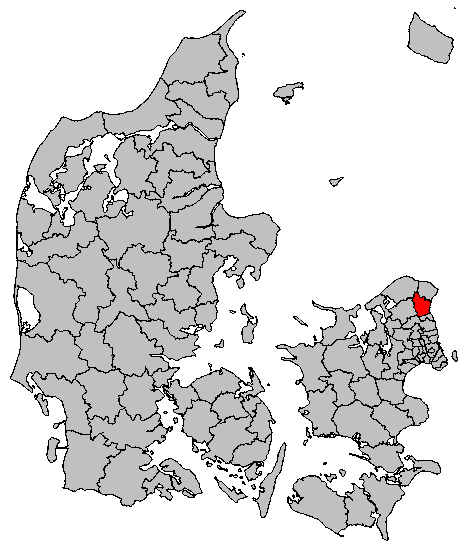
프레덴스보르 시의 위치

프레덴스보르시(덴마크어: Fredensborg Kommune)는 덴마크 수도 지역에 위치한 지방 자치체로 행정 중심지는 프레덴스보르이며 면적은 112.13km2, 인구는 39,551명(2014년 4월 1일 기준)이다.